# The Trench
The Trench (en español La trinchera), es una película histórico-dramática del año 1999, del director William Boyd, protagonizada por Daniel Craig.
El largometraje narra las 48 horas que precedieron a la catastrófica Batalla del Somme en julio de 1916. La Batalla del Somme fue una de las mayores batallas de la Primera Guerra Mundial, con más de un millón de bajas, entre muertos, heridos y desaparecidos. 
Los ejércitos británicos y franceses intentaron romper las líneas alemanas a lo largo de un frente de 40 kilómetros al norte y al sur del Río Somme en la Francia septentrional. La batalla es recordada sobre todo por su primer día, el 1 de julio de 1916, en el que los británicos contabilizaron 57.470 bajas, entre las que hubo 19.240 muertos: fue la jornada más sangrienta en la historia del ejército británico.

## Argumento
En los días previos a la Batalla del Somme, el cabo Dell le muestra al pelotón su colección de pornografía suave. El soldado Billy MacFarlane le comenta a su hermano Eddie que una de las chicas le resulta familiar. Su diversión es interrumpida por el sargento Winter, quien luego se reúne con su comandante, el teniente Harte. Harte le informa que el pelotón "pasará" en la tercera ola de la batalla anticipada, llevando suministros con relativa seguridad. Esa noche, mientras estaba de guardia, el sargento Winter reprende a Eddie por intentar mirar a través de un agujero en la trinchera. Cuando sale de guardia, Billy lo molesta con preguntas sobre la chica de la foto que reconoce; Billy se convence a sí mismo de que era una mujer llamada María que trabajaba en la oficina de correos.
Por la mañana, el pelotón está listo para prepararse en previsión de un ataque. Después de una pausa, los miembros del pelotón vuelven a incitar a Eddie a mirar por el agujero. Cediendo, ve y describe una escena de relativa paz y belleza antes de recibir un disparo en la mandíbula y el cuello. Billy mira traumatizado cómo se llevan a Eddie en una camilla. Más tarde, el soldado Deamis intenta consolarlo, pero es rechazado.
Un Coronel y la división de Asuntos Públicos llegan y montan una escena motivadora con los muchachos, en la que el Coronel les dice que la próxima batalla será fácil porque el ejército alemán ha sido bombardeado implacablemente por los británicos. Después de un discurso incómodo y forzado, se les dice a los chicos que animen. Cuando el coronel se va deseándoles suerte, el soldado Daventry comenta que no estará con ellos. Winter lo lleva a un lado y lo amonesta duramente por su falta de respeto. Más tarde, después de que se envía a un par de soldados rasos a hacer un recado, Billy se encuentra con sus restos fragmentados, después de haber sido alcanzado por un proyectil. Regresa a Winter y Harte, aún más traumatizado.
Durante una comida, Harte le informa a Winter que su capitán les ha ordenado enviar una patrulla nocturna para bombardear la trinchera alemana y revisar el estado de sus defensas. Winter elige al soldado Beckwith, y los dos bombardean con éxito la trinchera y capturan a un soldado alemán que huye de su ataque. Beckwith comenta que los alemanes parecían estar cantando en su trinchera. Aunque el cabo de lanza Dell acosa al alemán, Daventry le habla brevemente en alemán y les dice a los demás que el alemán es el afortunado; claramente, los alemanes no han sido eliminados como dijo el coronel, y están de buen humor.
En la mañana del ataque, el teniente Harte le informa a Winter que otro pelotón se ha perdido durante la noche y que pasarán en la primera oleada. Winter envía a Dell a recuperar la ración de ron del pelotón, pero Dell la deja caer en estado de shock después de ver pasar a un tío herido y se da cuenta de su contenido. Bebe una gran cantidad antes de que un proyectil lo derribe y rompa la botella; regresa a Winter borracho. Winter le pide a Harte que renuncie a su whisky personal por los chicos, pero él se niega. Sin embargo, cuando los chicos se alinean, el teniente cede y les sirve a todos una parte. MacFarlane, aparentemente de buen humor, le dice a Winter que tiene miedo de exagerar. Winters le dice que puede decir que él es el tipo que lo logrará, y MacFarlane mira la foto robada de la chica que cree haber conocido en la oficina de correos.
Cuando los muchachos finalmente se pasan de la raya, Winter recibe inmediatamente un disparo en la pierna, pero trata de ocultarlo mientras ayuda a MacFarlane a salir de la trinchera. Le disparan varias veces más y finalmente vuelve a caer sobre MacFarlane, quien lucha por salir de la trinchera. A medida que los muchachos avanzan a través de la tierra de nadie, comienzan a caer gradualmente, y terminan con el disparo de MacFarlane.

## Reparto
- Daniel Craig — Sargento Telford Winter
- Paul Nicholls — Soldado Billy Macfarlane
- Julian Rhind-Tutt — Subteniente Ellis Harte
- Danny Dyer — Soldado de primera Victor Dell
- James D'Arcy — Soldado Colin Daventry
- Tam Williams — Soldado Eddie Macfarlane
- Anthony Strachan — Soldado Horace Beckwith
- Michael Moreland — Soldado George Hogg
- Adrian Lukis — Teniente coronel Villiers
- Ciarán McMenamin — Soldado Charlie Ambrose
- Cillian Murphy — Soldado Rag Rookwood
- John Higgins — Soldado Cornwallis
- Ben Whishaw — Soldado James Deamis
- Tim Murphy — Soldado Bone
- Danny Nutt — Soldado Dieter Zimmermann

## Pases internacionales
- Salida en UK: 17 de septiembre de 1999
- Salida a Malta:  27 de octubre de 1999
- Salida en Francia: 9 de abril de 2000
- Salida en EE. UU.: 22 de noviembre de 2000
- Salida en Islandia: 6 de febrero de 2001
- Salida en Hungría: 3 de julio de 2001